# Herman Hollerith
Herman Hollerith (Buffalo, 29 febbraio 1860 – Washington, 17 novembre 1929) è stato un ingegnere statunitense, uno dei padri dell'informatica e primo fondatore dell'IBM.

## Biografia
Herman nacque il 29 febbraio 1860, a Buffalo, da George e Franciska Hollerith, immigrati tedeschi originari di Großfischlingen, Renania-Palatinato. Dopo aver frequentato il City College di New York, Hollerith continuò i suoi studi, iscrivendosi al corso di laurea di ingegneria mineraria presso la School of Mines della Columbia University.
Dopo la laurea, restò all'università come assistente del professor William P. Trowbridge, il quale portò il giovane Hollerith al censimento americano, dato che stava ancora preparando il censimento del 1880: infatti, cercavano persone con una certa esperienza statistica, un ruolo perfetto per il giovane studente. Herman al censimento conobbe John S. Billings, che per primo gli suggerì che doveva essere necessariamente inventato un mezzo meccanico e automatizzato per contare gli innumerevoli dati del censimento.
Dopo il censimento, Hollerith lavorò come professore di ingegneria meccanica, presso il Massachusetts Institute of Technology; in seguito si trasferì a St. Louis, nel Missouri, dove sperimentò sistemi di frenatura ferroviaria.
In un viaggio sul treno verso Washington, Hollerith guardando il controllore mentre controllava i biglietti, su cui i passeggeri erano descritti tramite opportune perforazioni, ebbe l'intuizione che per risolvere il problema del censimento si dovevano usare schede perforate.
Nel 1884, Herman, tornato a Washington, lavorò per l'United States Patent and Trademark Office, mentre durante il suo tempo libero cominciò a costruire una macchina tabulatrice, sperando che fosse pronta in tempo per il censimento del 1890.
L'invenzione di Herman dovette competere contro altre due (una delle quali era quella a gettoni proposta da Pidgin), ma Herman fu il vincitore, poiché il suo sistema era due volte più veloce.
Nel 1890, usando la sua invenzione come tesi, Herman vinse un dottorato di ricerca alla Columbia University e nello stesso anno sposò Lucia Talcott.
Herman lavorò per il censimento dal 1890 fino al 1896, fino a quando fondò la propria azienda, la Tabulating Machine Company che, dopo varie fusioni e cambiamenti di nome, diventò nel 1924, l'International Business Machines Corporation (IBM).
Nel 1929, all'età di 69 anni, morì a seguito di cardiopatia.

## La macchina tabulatrice

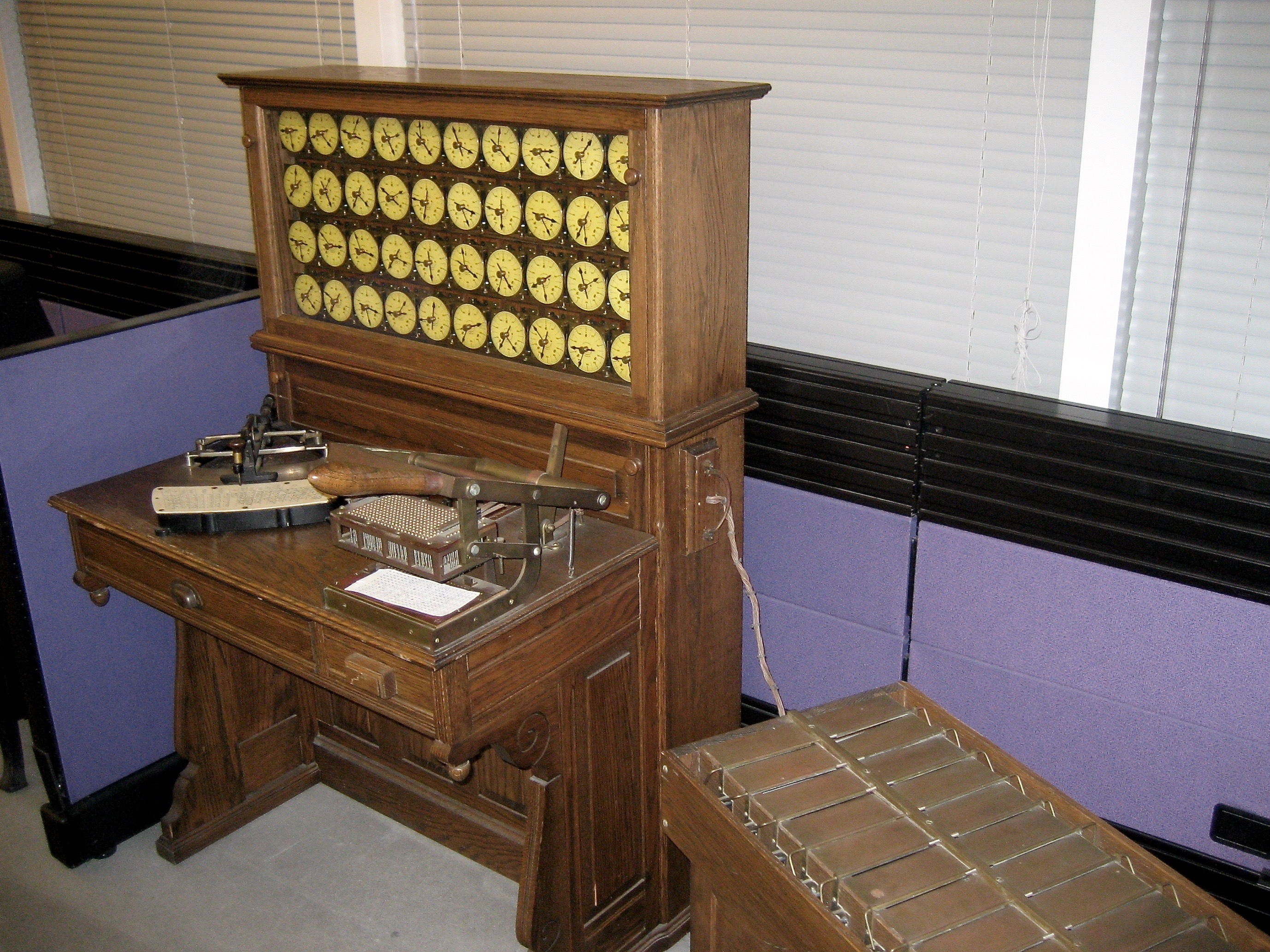
La macchina tabulatrice di Hollerith.

La macchina tabulatrice aveva come base l'idea delle schede perforate di Charles Babbage, ma in questo caso le schede non specificavano il programma, bensì gli input e gli output.
Ogni scheda rappresentava delle risposte (per esempio "maschio" poteva essere rappresentato da una perforazione e "femmina" dalla mancanza di perforazione), usando un particolare codice (chiamato "codice Hollerith"); la macchina era collegata ad un circuito elettrico, che veniva acceso o spento a seconda della presenza o meno dei buchi nelle schede (che avevano la stessa forma di una banconota da un dollaro, per agevolare i depositi).
In particolare, una scheda era divisa in 288 zone che rappresentavano i dati anagrafici. Per decodificare queste informazioni, si sovrapponeva in ogni scheda un apparecchio con una batteria di aghi retrattili, che in assenza di perforazione venivano fermati dal cartoncino, altrimenti l'ago finiva in una vaschetta piena di mercurio, chiudendo il circuito. La corrente passava in un filo, azionando un relè, che faceva avanzare di uno scatto uno dei 40 contatori (i contatori servivano per registrare le diverse risposte di un utente).
La macchina, poi prodotta da IBM, ebbe un originario impiego nei censimenti dell'epoca in tutto il mondo e successivamente nei campi di concentramento nazisti per catalogare e censire gli internati.